# Наволок (Городецкое сельское поселение)
Наволок — деревня в Кичменгско-Городецком районе Вологодской области.
Входит в состав Городецкого сельского поселения (с 1 января 2006 года по 1 апреля 2013 года входила в Сараевское сельское поселение), с точки зрения административно-территориального деления — в Сараевский сельсовет.
Расстояние до районного центра Кичменгского Городка по автодороге составляет 40 км. Ближайшие населённые пункты — Сараево, Овсянниково, Прилук, Россоулинская, Воронинская.
Население по данным переписи 2002 года — 73 человека (34 мужчины, 39 женщин). Преобладающая национальность — русские (93 %).